# Peter Everts
Peter Everts (* 20. Dezember 1944 in Zürich) ist ein Schweizer Manager.

## Berufliche Laufbahn
Everts studierte nach der mathematisch-naturwissenschaftlichen Matura an einem Zürcher Gymnasium Wirtschaftswissenschaften. Auf das Lizenziatsexamen folgte in den USA das «Stanford Executive Program». Vorerst als Journalist und Redaktor bei Tages- und Wochenzeitungen tätig, trat er 1972 dem Nestlé-Konzern bei, wo er zuerst Verkaufs- und Marketingpraktika in der Schweiz, Deutschland und Spanien absolvierte. Bis 1975 leitete er dann bei der argentinischen Tochter des Nestlé-Konzerns in Buenos Aires die Marketingabteilung für Milchprodukte.
1975 wechselte er zur Genossenschaft Migros Aargau/Solothurn und war dort bis 1984 als Leiter des Bereichs Marketing/Koordination tätig. Danach war er als Nachfolger von Jules Kyburz von 1984 bis 1995 Geschäftsleiter der Genossenschaft Migros Bern. Im August 1995 wechselte er als Nachfolger von Eugen Hunziker in die Verwaltungsdelegation des Migros-Genossenschafts-Bundes (MGB) und übernahm das Departement Finanzen. Per 1. Januar 1997 wurde Everts Präsident der MGB-Verwaltungsdelegation, bevor er 2001 durch Anton Scherrer ersetzt wurde. Im November 2002 wurde Everts in den Verwaltungsrat des einst zur SAirGroup gehörenden Dutyfree-Händlers Nuance gewählt. Von 2005 bis 2015 war er, als Nachfolger von François Loeb und Vorgänger von Urs Berger, Verwaltungsratspräsident der Loeb Holding AG.